# يوليوس باستيان اولسن
يوليوس باستيان اولسن (بالنرويجية البوكمول: Julius Bastian Olsen)‏ هو سياسي نرويجي، ولد في 15 يونيو 1875 في هامرفست في النرويج، وتوفي في 26 يوليو 1936. حزبياً، نشط في حزب العمال. وقد انتخب عضو برلمان النرويج ‏.